# Fota (Grenadinen)
Fota ist eine kleine, unbewohnte Insel in der Inselgruppe der Grenadinen im Gebiet des Inselstaates Grenada. Sie liegt zwischen Petite Dominique und Petite Martinique.